# Villanova Marchesana
Villanova Marchesana är en ort och kommun i provinsen Rovigo i regionen Veneto i Italien. Kommunen hade 909 invånare (2018).